# Don Touhig, Baron Touhig

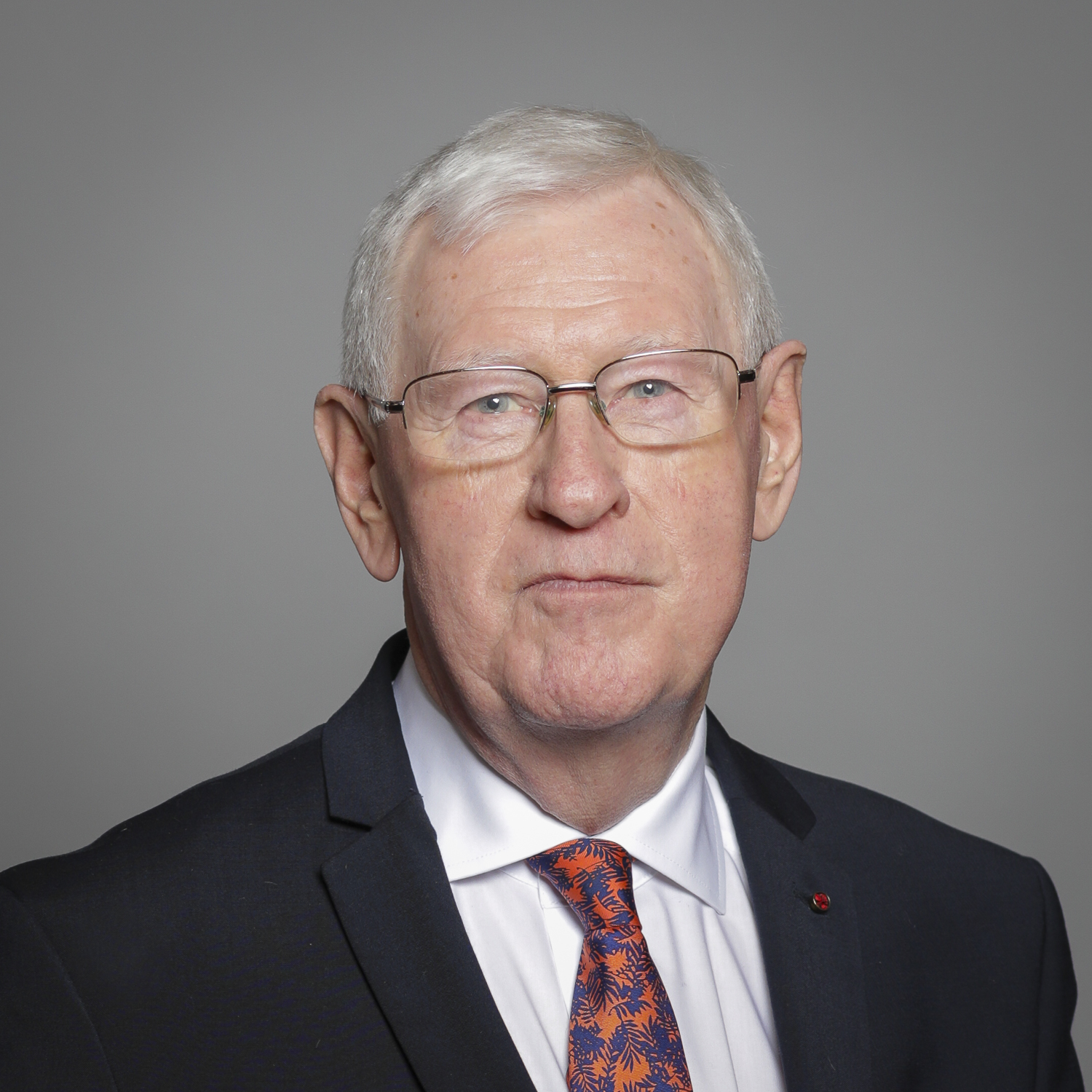
Don Touhig (2019)

James Donnelly „Don“ Touhig, Baron Touhig PC KSS (* 5. Dezember 1947 in Abersychan, Monmouthshire, Wales) ist ein britischer Journalist und Politiker der Labour Party, der 15 Jahre lang den Wahlkreis Islwyn als Abgeordneter im House of Commons vertrat und seit 2010 als Life Peer Mitglied des House of Lords ist.

## Leben

### Journalist, Kommunalpolitiker und erfolglose Unterhauskandidatur

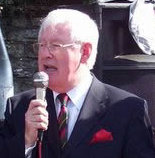
Don Touhig (2006)

Nach dem Besuch der St Francis School in Abersychan studierte Touhig Journalismus am Coleg Gwent in Pontypool und war danach zwischen 1968 und 1992 als Journalist sowie Redakteur tätig.
Mitte der 1970er Jahre begann Touhig, der 1962 Mitglied der Transport and General Workers’ Union (TGWU) sowie 1966 der Labour Party beitrat, seine politische Laufbahn in der Kommunalpolitik und war von 1973 bis 1995 Mitglied des Rates von Gwen County sowie zuletzt zwischen 1992 und 1994 Vorsitzender von dessen Finanzausschusses.
Bei den Unterhauswahlen am 9. April 1992 kandidierte Touhig, der 1992 bis 1995 Geschäftsführer der Druckerei Bailey Print war, im Wahlkreis Richmond and Barnes für ein Abgeordnetenmandat im House of Commons, landete dabei allerdings mit 5,8 Prozent der Wählerstimmen abgeschlagen auf dem dritten Platz.

### Unterhausabgeordneter und Oberhausmitglied
Am 16. Februar 1995 wurde er bei einer Nachwahl (By-election) als Nachfolger von Neil Kinnock im Wahlkreis Islwyn mit 69,2 Prozent der Wählerstimmen zum Abgeordneten in das House of Commons und gehörte diesem über fünfzehn Jahre lang bis zum 6. Mai 2010 an. Während seiner langjährigen Zugehörigkeit im Unterhaus war er zunächst zwischen 1995 und 1996 Mitglied im Ständigen Ausschuss für Europa und danach bis 1997 des Ständigen Ausschusses für Wales.
Touhig, der zum Wahlkampfteam von Tony Blair für die Unterhauswahlen am 1. Mai 1997 gehörte, wurde nach dem Wahlsieg der Labour Party 1997 Parlamentarischer Privatsekretär von Schatzkanzler Gordon Brown. Anschließend war er von 1999 bis 2001 Assistent des Parlamentarischen Geschäftsführers (Assistant Government Whip) sowie anschließend bis 2005 Parlamentarischer Unterstaatssekretär im Ministerium für Wales, ehe er zwischen 2005 und 2006 Parlamentarischer Unterstaatssekretär im Verteidigungsministerium sowie dort Minister für die Veteranen war.
Nach seinem Ausscheiden aus der Regierung war Touhig, der am 19. Juli 2006 Mitglied des Privy Council wurde, von 2006 bis 2010 Mitglied des Ständigen Ausschusses für öffentliche Konten sowie zugleich von 2009 bis 2010 Mitglied des Ständigen Ausschusses für Beziehungen und des Komitees des Unterhaussprechers für unabhängige parlamentarische Standards. Zuletzt war er zwischen 2009 und 2010 Vorsitzender des Unterhausausschusses für Mitgliederbezüge. 
Nachdem Touhig nach den Unterhauswahlen am 6. Mai 2010 aus dem House of Commons ausgeschieden war, wurde er als Life Peer mit dem Titel Baron Touhig, of Islwyn and Glansychan in the County of Gwent, am 30. Juni 2010 in den Adelsstand erhoben und ist seitdem Mitglied des House of Lords. Darüber hinaus ist er Träger des Ritterkreuzes des Silvesterordens.